# Sigpress contro Scotland Yard
Sigpress contro Scotland Yard è un film del 1968 diretto da Guido Zurli.

## Trama
Sigpress, famoso ladro internazionale, tenta di rubare l'"occhio di Allah", un gioiello protetto da un ispettore di Scotland Yard, ma successivamente scopre che si tratta di una imitazione. Il vero gioiello  è ricercato da molti, così Sigpress scopre dove si trova, ed uccide i due banditi che stavano per rubarlo.